# Assetjament (pel·lícula de 1994)
Assetjament (títol original en anglès: Disclosure) és una pel·lícula estatunidenca de Barry Levinson estrenada el 1994, els actors principals de la qual són Demi Moore i Michael Douglas. El guió es basa en una novel·la de Michael Crichton. Aquesta pel·lícula ha estat doblada al català.

## Argument
Quadre en una firma especialitzada en realitat virtual, un pare de família és acusat pel seu cap d'hostilització sexual. Aconsegueix disculpar-se, però l'assumpte rebota quan descobreix que l'acusació apuntava a emmascarar importants manipulacions tècniques en la firma.

## Repartiment
| Intèrpret         | Personatge        | Veu en català         |
| ----------------- | ----------------- | --------------------- |
| Michael Douglas   | Tom Sanders       | Abel Folk             |
| Demi Moore        | Meredith Johnson  | Carme Alarcón         |
| Donald Sutherland | Bob Garvin        | Jesús Ferrer          |
| Caroline Goodall  | Susan Hendler     | Sílvia Vilarrasa      |
| Roma Maffia       | Catherine Alvarez | Maria Luisa Solá      |
| Dylan Baker       | Philip Blackburn  | Albert Mieza          |
| Rosemary Forsyth  | Stephanie Kaplan  | Roser Cavallé         |
| Dennis Miller     | Mark Lewyn        | Oriol Rafel           |
| Suzie Plakson     | Mary Anne Hunter  | Mercè Segarra         |
| Nicholas Sadler   | Don Cherry        | Albert Trifol Segarra |
| Jacqueline Kim    | Cindy Chang       | Alicia Laorden        |
| Joe Urla          | John Conley Jr.   | Eduard Farelo         |
| Michael Chieffo   | Stephen Chase     | Hernan Fernández      |
| Trevor Einhorn    | Matt Sanders      | Núria Trifol          |
| Michael Laskin    | Arthur Kahn       | Amadeu Aguado         |
| Farrah Forke      | Adele Lewyn       | Montse Segarra        |